# Chrysozephyrus birupa
Chrysozephyrus birupa es una especie de insecto lepidóptero de la familia Lycaenidae oriunda del norte de la India y Nepal. Fue descrita por primera vez en 1877 por el inglés Frederic Moore.